# Góry Łużyckie

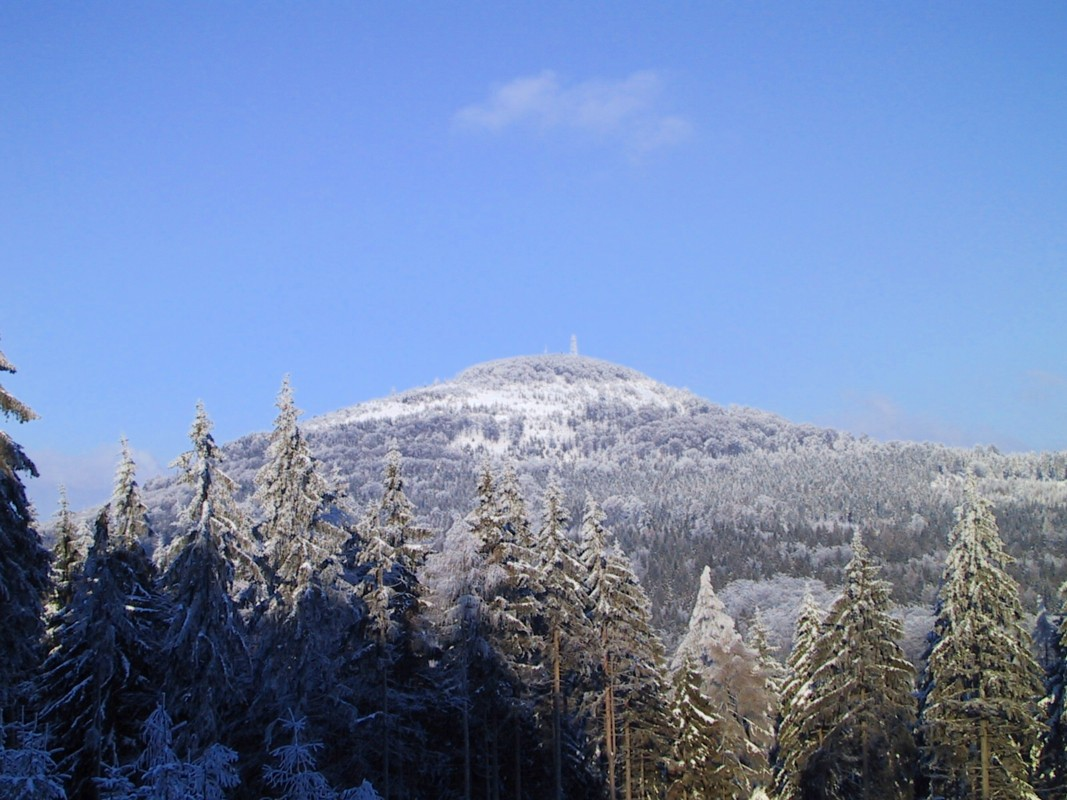
Jodłowa w zimie

Góry Łużyckie (332.31) (czes. Lužické hory, górnołuż. Łužiske horiny, niem. Zittauer Gebirge, Lausitzer Gebirge) – pasmo górskie w Sudetach, oddzielone Bramą Łużycką od leżących na wschód Gór Izerskich, leżące w Czechach i częściowo w Niemczech, między miastami Uściem nad Łabą, Żytawą a Libercem.
Na północy graniczą z Obniżeniem Żytawsko-Zgorzeleckim (Kotliną Żytawską) i Pogórzem Łużyckim, od wschodu z Grzbietem Jesztedzkim, od południa z Wyżyną Ralską i Średniogórzem Czeskim, a od zachodu z Górami Połabskimi.
Najwyższym szczytem jest Luż (czes. Luž, górnołuż. Łysa, niem. Lausche) 793 m n.p.m. Inne ważne szczyty: Pěnkavčí vrch (niem. Finkenkoppe) 792 m n.p.m.; Jodłowa (czes. Jedlová, niem. Tannenberg) 774 m n.p.m.; Klucz (czes. Klíč, niem. Kleis) 760 m n.p.m.; Hwozd (czes. Hvozd, niem. Hochwald); 750 m n.p.m.) i Studenec (niem. Kaltenberg; 736 m n.p.m.).
Zbudowane z górnokredowych piaskowców, spod których na północnym wschodzie odsłaniają się skały metamorficzne proterozoiczne i paleozoiczne oraz skały osadowe permskie i jurajskie. W wielu miejscach starsze skały są poprzebijane kominami trzeciorzędowych bazaltów i fonolitów, z których są zbudowane najwyższe szczyty.
Przez grzbiet Gór Łużyckich przebiega dział wodny oddzielający zlewisko Morza Bałtyckiego i Północnego. W centralnej części gór znajduje się kilka niewielkich jezior oraz kilka sztucznych zbiorników wodnych.
Na podłożu bazaltowym rosną bogate lasy bukowo-jodłowe. Na podłożu piaskowcowym rosną ubogie buczyny. W cieplejszych miejscach zachowały się płaty dąbrów podgórskich. W dolinach potoków występują lasy łęgowe jesionowo-olchowe z bogatą roślinnością zielną. Obecnie duże połacie gór porastają wtórnie wprowadzone przez człowieka bory świerkowe z sosną wejmutką i modrzewiem.
Już od XIII wieku w Górach Łużyckich rozwijało się szklarstwo, natomiast od XV wieku rozwijało się górnictwo i hutnictwo, które z przerwami funkcjonowało do 1911 r.